# Koversta

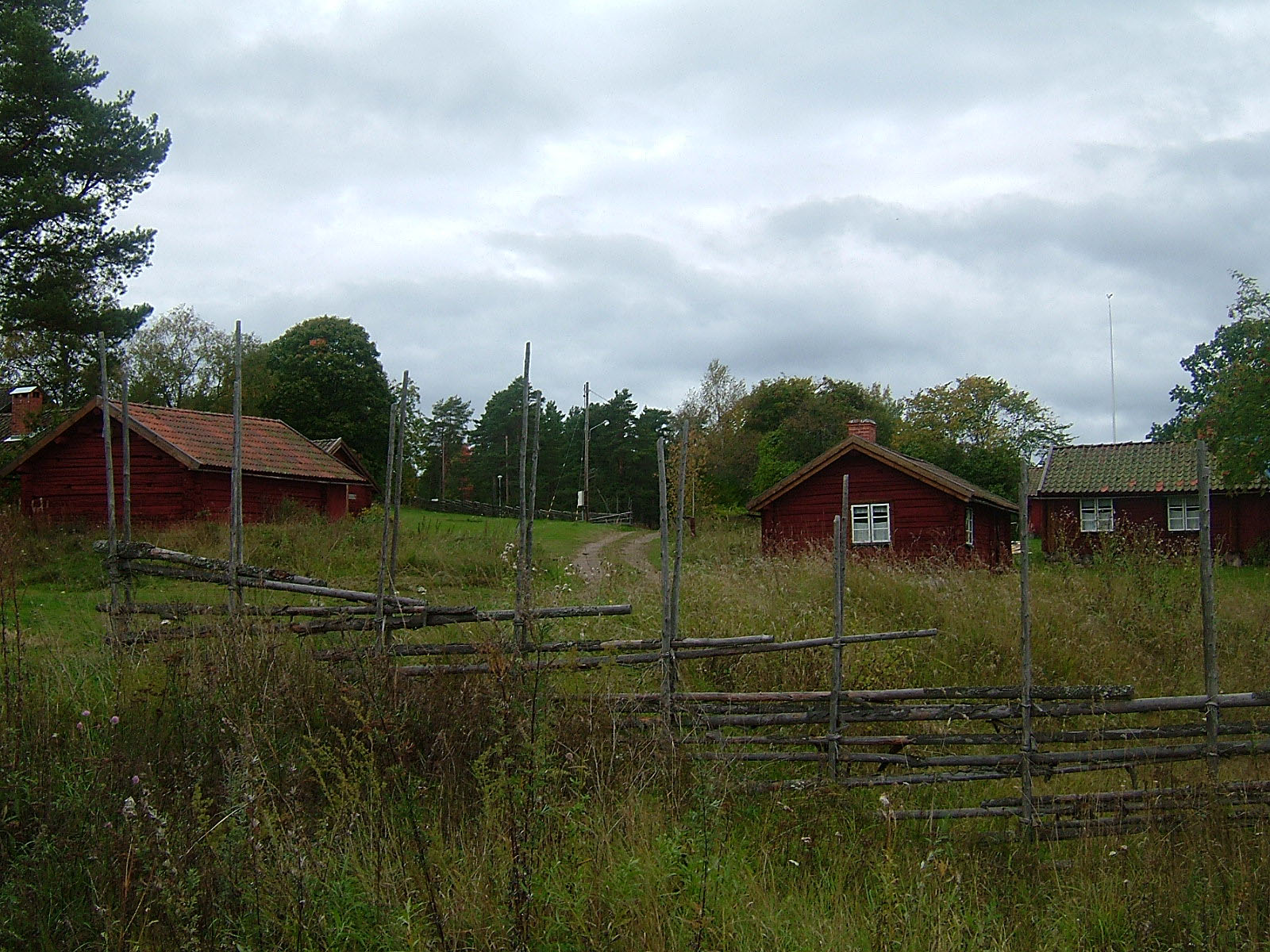
Koversta gammelby

Koversta gammelby är en museal by i Österfärnebo, Sandvikens kommun, och ligger längs Tidernas väg, länsväg 272.
Koversta gammelby tillhör Föreningen för hembygdsvård i Österfärnebo. Byn består av fem bondgårdar som står på sina ursprungliga platser där de byggdes i mitten av 1700-talet. Gårdarna heter Åker-Ollas, Norrgårn, Mellangårn, Sörgårn och Ollas på Åsen. Tidigare fanns även gården Hinders men den var bortriven när Föreningen för hembygdsvård fick äganderätten till byn. Här finns också ett antal uthus som flyttats hit från olika byar i socknen. De ursprungliga hade tidigare ruttnat ner och rivits. 
Genom listiga manipulationer från ägarna av Gysinge bruk kom äganderätten till gårdarna i brukets ägo. Kronan gav Gysinge bruk rätten att ta upp skatt från ett antal byar i Österfärnebo, däribland Koversta, mot att bruket satte upp ett antal dragoner, beridna soldater. Bruket skulle också bygga gevär åt Kronan. Det här hörde ihop med den stora efterfrågan på järn och krigsmateriel som fanns i Sverige under slutet av 1600-talet och början av 1700-talet när Sverige ständigt var i krig. Bönderna som ägde gårdarna blev först landbönder (arrendatorer) under bruket och senare uppsagda från arrendet. Arrendevillkoren var mycket hårda och det gick i längden inte att uppfylla alla arbetsdagar man skulle utföra åt ägaren. Gårdarna användes efter de ursprungliga ägarnas avflyttande ända fram till 1940-talet av bolaget som tjänstebostäder åt folk som arbetade under Åsbergs gård, storjordbruket som skapades av Koverstas och Åsbergs marker.
1918 bildades Föreningen för hembygdsvård i Österfärnebo. Dess huvudsyfte var att ta hand om Sörgårn, den sydligaste gården i Koversta, och göra den till en hembygdsgård. Gården hade skänkts till föreningen av Stora Kopparberg som efter Gysinge Bruk varit ägare av byn och dess marker. Föreningens förste ordförande, Axel Eriksson, var den som förde förhandlingarna med Stora Kopparberg.
Det speciella med byn är att den aldrig berördes av laga skiftet som genomfördes i så gott som hela Sverige i mitten av 1800-talet och framåt. Det innebar att alla bondgårdar flyttade ut ur bykärnan och att alla åkrar delades upp på ett nytt sätt så man fick sin mark mer samlad. Gysinge Bruk ägde då byn och bolag behövde inte göra något skifte.
Under årens lopp har ägarna även skänkt de övriga byggnaderna i byn till Föreningen för hembygdsvård i Österfärnebo. Det är en stor uppgift för föreningen och stora frivilliga insatser krävs för att hålla den i ordning. Varje sommar anordnas en mängd arrangemang i byn. Mest välbesökt är midsommaraftons majstångsresning då folk kommer åkande långt ifrån för att se det ursprungliga firandet med spelmansmusik, dans kring stången och andra inslag.